# جيرمين تشارلي
جيرمين تشارلي (بالفرنسية: Germaine Charley)‏ هي ممثلة فرنسية، ولدت في 25 مارس 1887 في باريس في فرنسا، وتوفي بنفس المكان في 27 مارس 1959.

## وصلات خارجية
- جيرمين تشارلي على موقع IMDb (الإنجليزية)
- جيرمين تشارلي على موقع قاعدة بيانات الفيلم (الإنجليزية)